# 石井龍猪

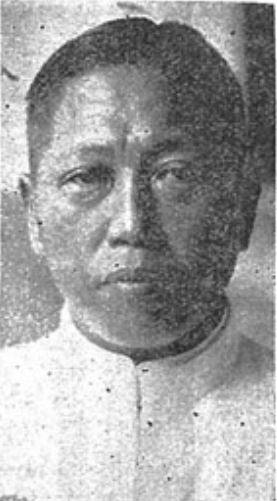
石井龍猪

石井 龍猪（いしい たつい、1897年（明治30年）9月10日 - 1950年（昭和25年）10月10日）は、大正から昭和時代前期の台湾総督府官僚。台北市尹、台南州知事。旧姓は加藤。

## 経歴
加藤十四郎の四男として佐賀県佐賀郡高木瀬村（現・佐賀市）に生まれ、石井力三郎の養子となる。県立中学校、第五高等学校を経て、1921年（大正10年）東京帝国大学法学部政治学科を卒業。翌年、高等文官試験行政科試験に合格し、台湾総督府に出仕する。
1922年（大正11年）5月に高雄州勧業課長、1924年（大正13年）12月に台中州教育課長、1927年（昭和2年）7月に台南州警務部長、1929年（昭和4年）12月に同府警務局衛生課長、1931年（昭和6年）5月に台南州内務部長、1932年（昭和7年）4月に同府内務局地方課長兼地理課長を経て、1936年（昭和11年）10月、台北市尹に就任した。
その後、台南州知事、内務局、殖産局各局長などを経て、1942年（昭和17年）10月に民間に転じ、台湾拓殖理事を務めた。